# Sezer Öztürk
Sezer Öztürk (ur. 3 listopada 1985 w Kolonii) – turecki piłkarz, występujący na pozycji pomocnika. Występował w takich klubach jak: Bayer 04 Leverkusen, Germinal Beerschot, 1. FC Nürnberg, Vestel Manisaspor, Eskişehirspor, Fenerbahçe SK i Beşiktaş JK.
Razem z Germinalem Beerschot w sezonie 2005/2006 zdobył Puchar Belgii.